# Parempheriella lobayensis
Parempheriella lobayensis är en tvåvingeart som först beskrevs av Loïc Matile 1973.  Parempheriella lobayensis ingår i släktet Parempheriella och familjen svampmyggor.
Artens utbredningsområde är Centralafrikanska republiken. Inga underarter finns listade i Catalogue of Life.